# Johnston-turákó
A Johnston-turákó (Ruwenzorornis johnstoni) a madarak osztályának turákóalakúak (Musophagiformes) rendjébe, ezen belül a turákófélék (Musophagidae) családjába tartozó faj; a Ruwenzorornis (monotipikus) nem egyetlen faja. Korábban a család többi tagjával együtt a kakukkalakúakkal rokonították.

## Előfordulása
Burundi, a Kongói Demokratikus Köztársaság, Ruanda és Uganda területén honos, 2000–3600 m magasságon, erdős területeken él. Különösen kedvelik a bambuszerdőket valamint az olyan területeket, melyeken epifitonok és liánok élnek.

## Alfajai
- Ruwenzorornis johnstoni bredoi (Verheyen, 1947)
- Ruwenzorornis johnstoni johnstoni (Sharpe, 1901)
- Ruwenzorornis johnstoni kivuensis (Neumann, 1908)

## Megjelenése
A Johnston-turákó 43–46 cm hosszú, súlya 232-247 g. Tollazata ragyogó zöld és ibolyakék, repülés közben feltűnő evezőtollai vörösek. Feje hátsó részén rövid, fényes zöld vagy kék bóbitát hord; nyaka fakó bíbor színű, álla és torka kékes-fekete. Zöld színű mellén egy jellegzetes barackszínű folt látható. Szárnya és farka mély ibolyakék. Csőrének alakja jellegzetes, felső csőre egy keskeny csontos gerincben éri el a szemek közötti ívet. Szemhéja bíborszínű melyet változatos színű szemöldökív határol; ez a kivuensis esetében smaragdzöld és teljesen tollakkal fedett, míg a többi alfajnál csupasz bőr veszi körül a szemet, a szem alatt és mögött rózsaszínes-pirosas árnyalattal.   

## Életmódja
A faj párosan vagy kisebb családi csoportokban él. Területüket az év minden szakában agresszíven védik. Főként gyümölcsöket és bogyókat eszik, de elfogyaszt más növényi részeket, leveleket és virágokat, valamint ízeltlábúakat is.

## Szaporodása
Egy vagy két fénytelen, fakó szürkésfehér tojást tojik néhány ágból, összerakott fészkébe, melyet általában a talajszint fölött 3–5 m magasan épít.